# Katsuyoshi Kuwahara
Pour les articles homonymes, voir Kuwahara.
Katsuyoshi Kuwahara (桑原 勝義, Kuwahara Katsuyoshi, né le 30 mai 1944 à Préfecture de Shizuoka au Japon) est un footballeur japonais.